# Parlamentswahl in Lettland 2018
- SDPS: 23
- AP!: 13
- ZZS: 11
- JV: 8
- JKP: 16
- KPV: 16
- NA: 13

Die Parlamentswahl in Lettland zur Wahl der Abgeordneten der Saeima in der 13. Wahlperiode fand am 6. Oktober 2018 statt.

## Ausgangslage
Nach der Parlamentswahl 2014 blieb Ministerpräsidentin Laimdota Straujuma im Amt und führte eine Koalition ihrer Partei Vienotība mit der Nationalen Vereinigung und dem Bündnis der Grünen und Bauern (ZZS). Die stärkste Partei, die hauptsächlich von der russischen Minderheit gewählte Sozialdemokratische Partei „Harmonie“, wurde, wie auch ihre Vorgängerparteien seit den 1990er Jahren, traditionell nicht in die Regierung aufgenommen. Im Dezember 2015 trat Straujuma zurück, Hauptursachen waren parteiinterner Streit und Verzögerungen bei einer Gesundheitsreform. Die Koalition wurde fortgesetzt, neuer Ministerpräsident wurde im Februar 2016 Māris Kučinskis (ZZS).

## Wahlsystem
Die 100 Abgeordneten des lettischen Parlaments werden in einer Verhältniswahl mit offener Liste gewählt. Die Sitze werden in fünf Wahlkreisen (Riga, Vidzeme, Latgale, Kurzeme und Zemgale) nach dem Sainte-Laguë-Verfahren proportional verteilt.
Es gilt eine landesweite Sperrklausel von 5 %. Die Legislaturperiode dauert 4 Jahre.

## Teilnehmende Parteien
Folgende 16 Parteien und Parteienbündnisse nahmen an der Wahl teil:
| Partei/Wahlbündnis | Partei/Wahlbündnis | Partei/Wahlbündnis | Parteivorsitzende                                            | Sitze 2018 | Sitze 2014 | Politische Ausrichtung                                   | Europäische Partei/Fraktion |
| ------------------ | ------------------ | --- | ------------------------------------------------------------ | ---------- | ---------- | -------------------------------------------------------- | --------------------------- |
|                    | Logo               | Sociāldemokrātiskā partija „Saskaņa“ (SDPS) Sozialdemokratische Partei „Harmonie“                                                                              | Jānis Urbanovičs                                             | 23         | 24         | Sozialdemokratie, pro-russisch                           | S&D                         |
|                    | Logo               | Politiskā partija „KPV LV“ (KPV) Wem gehört der Staat? | Artuss Kaimiņš                                               | 16         |            | Rechtspopulismus, europakritisch                         |                             |
|                    |                    | Jaunā konservatīvā partija (JKP) Neue Konservative Partei | Jānis Bordāns                                                | 16         |            | Konservatismus, pro-europäisch                           |                             |
|                    |                    | Attīstībai/Par! (AP!) Entwicklung/Für! | Daniels Pavļuts Juris Pūce                                   | 13         |            | Liberalismus, pro-europäisch                             | ALDE                        |
|                    |                    | Nacionālā apvienība (NA) Nationale Vereinigung | Gaidis Bērziņš Raivis Dzintars                               | 13         | 17         | Nationalkonservatismus, Rechtspopulismus, europakritisch | EKR                         |
|                    | Logo               | Zaļo un Zemnieku savienība (ZZS) Bündnis der Grünen und Bauern                                                                                                 | Māris Kučinskis                                              | 11         | 21         | Bauernpartei, Grüne Politik, Zentrismus, europakritisch  | EGP, ALDE-Fraktion          |
|                    | Logo               | Jaunā Vienotība (JV) Neue Einigkeit | Arvils Ašeradens                                             | 8          | 23         | Konservatismus, Liberalismus, pro-europäisch             | EVP                         |
|                    | Logo               | Latvijas Reģionu apvienība (LRA) Lettische Regionale Allianz                                                                                                   | Nellija Kleinberga                                           |            | 8          | Zentrismus, Regionalismus                                |                             |
|                    |                    | Latvijas Krievu savienība (LKS) Russische Union Lettlands | Tatjana Ždanoka Jurijs Petropavlovskis Miroslavs Mitrofanovs |            |            | pro-russisch                                             | Grüne/EFA                   |
|                    | Logo               | Progresīvie Progressive | Roberts Putnis                                               |            |            | Sozialdemokratie, Grüne Politik                          |                             |
|                    |                    | No sirds Latvijai (NSL) Von Herzen für Lettland | Inguna Sudraba                                               |            | 7          | Konservatismus, Populismus                               |                             |
|                    |                    | Latviešu Nacionālisti Lettische Nationalisten |                                                              |            |            |                                                          |                             |
|                    |                    | Par Alternatīvu Für eine Alternative |                                                              |            |            |                                                          |                             |
|                    | Logo               | Apvienība SKG (Wahlbündnis) - Latvijas Sociāldemokrātiskā Strādnieku partija (LSDSP) - Kristīgi demokrātiskā savienība (KDS) - Gods kalpot mūsu Latvijai (GKL) |                                                              |            |            | Sozialdemokratie, Christdemokratie                       | SPE, ECPM                   |
|                    |                    | Rīcības partija Aktionspartei | Igors Meļņikovs                                              |            |            | Europaskepsis                                            |                             |
|                    | Logo               | Latvijas centriskā partija Lettische Zentrumspartei |                                                              |            |            |                                                          |                             |

## Ergebnis
| Partei/Wahlbündnis              | Partei/Wahlbündnis                                                    | Stimmen   | Stimmen | Stimmen | Sitze  | Sitze |
| Partei/Wahlbündnis              | Partei/Wahlbündnis                                                    | Anzahl    | %       | +/−     | Anzahl | +/−   |
| ------------------------------- | --------------------------------------------------------------------- | --------- | ------- | ------- | ------ | ----- |
|                                 | Sociāldemokrātiskā partija „Saskaņa“ (SDPS)                           | 167.117   | 19,80   | −3,20   | 23     | −1    |
|                                 | Politiskā partija „KPV LV“ (KPV)                                      | 120.264   | 14,25   | Neu     | 16     | Neu   |
|                                 | Jaunā konservatīvā partija (JKP)                                      | 114.694   | 13,59   | +12,89  | 16     | +16   |
|                                 | Attīstībai/Par! (AP!)                                                 | 101.685   | 12,04   | +11,14  | 13     | +13   |
|                                 | Nacionālā apvienība "Visu Latvijai!"–"Tēvzemei un Brīvībai/LNNK" (NA) | 92.963    | 11,01   | -5,59   | 13     | -4    |
|                                 | Zaļo un Zemnieku savienība (ZZS)                                      | 83.675    | 9,91    | -9,59   | 11     | -10   |
|                                 | Vienotība (JV)                                                        | 56.542    | 6,69    | -15,21  | 8      | -15   |
|                                 | Latvijas Reģionu apvienība (LRA)                                      | 35.018    | 4,14    | -2,56   | 0      | -8    |
|                                 | Latvijas Krievu savienība (LKS)                                       | 27.014    | 3,20    | +1,60   | 0      | ±0    |
|                                 | Progresīvie (P)                                                       | 22.078    | 2,61    | Neu     | 0      | Neu   |
|                                 | No sirds Latvijai (NSL)                                               | 7.114     | 0,84    | -6,06   | 0      | -7    |
|                                 | Latviešu Nacionālisti                                                 | 4.245     | 0,50    | Neu     | 0      | Neu   |
|                                 | Tautas kalpi Latvijai                                                 | 2.900     | 0,34    | Neu     | 0      | Neu   |
|                                 | LSDSP/KDS/GKL                                                         | 1.735     | 0,20    | Neu     | 0      | Neu   |
|                                 | Rīcības partija                                                       | 1.059     | 0,12    | Neu     | 0      | Neu   |
|                                 | Latvijas centriskā partija                                            | 897       | 0,10    | Neu     | 0      | Neu   |
| Gesamt                          | Gesamt                                                                | 844.925   | 100     | –       | 100    | –     |
| Gültige Stimmen                 | Gültige Stimmen                                                       | 839.000   | 99,3    | +0,1    |        |       |
| Ungültige Stimmen               | Ungültige Stimmen                                                     | 5.925     | 0,7     | −0,1    |        |       |
| Wahlbeteiligung                 | Wahlbeteiligung                                                       | 844.925   | 54,6    | −4,3    |        |       |
| Wahlberechtigte                 | Wahlberechtigte                                                       | 1.548.100 |         |         |        |       |
| Quelle: Zentrale Wahlkommission |                                                                       |           |         |         |        |       |

Gewählte Abgeordnete und Mehrheiten nach Regionen sowie Städten und Bezirken

Gewählt wurden dabei 31 Frauen und 69 Männer, womit ein neuer Rekord bei der Anzahl der weiblichen Abgeordneten erreicht wurde.

## Regierungsbildung
Die Regierungsbildung gestaltete sich schwierig. Erst dreieinhalb Monate nach der Wahl trat am 23. Januar 2019 die neue Koalitionsregierung aus den konservativen bis rechtspopulistischen Parteien KPV, JKP, AP, NA und V ihr Amt an, nachdem zuvor zwei Versuche sich zu einigen gescheitert waren. Ministerpräsident wurde der vormalige Europaabgeordnete Arturs Kariņš von der Vienotība, der kleinsten im Parlament vertretenen Partei.